# Dynatosoma longicorne
Dynatosoma longicorne är en tvåvingeart som beskrevs av Mitsuhiro Sasakawa och Arika Kimura 1974. Dynatosoma longicorne ingår i släktet Dynatosoma och familjen svampmyggor. Inga underarter finns listade i Catalogue of Life.